# Melo (Cuité)
Melo é um distrito da cidade de Cuité, Paraíba, Brasil. 